# Gynopygocarta butleri
Gynopygocarta butleri är en insektsart som först beskrevs av William Lucas Distant 1900.  Gynopygocarta butleri ingår i släktet Gynopygocarta och familjen spottstritar. Inga underarter finns listade i Catalogue of Life.